# Buena Vista (Formosa)
Pour les articles homonymes, voir Buena Vista.
Buena Vista est une localité argentine située dans le département de Pilagás, province de Formosa. Elle est située au km 1,362 de la route nationale 86.

## Démographie
Elle compte 887 habitants (Indec, 2010), ce qui représente une augmentation de 12,4 % par rapport aux 789 habitants (Indec, 2001) du recensement précédent.